# Martian Packet
Als martian packet (deutsch etwa: „Datenpaket vom Mars“, „eines Marsianers Datenpaket“) oder kurz martian (Marsianer, Marsmensch) werden Datenpakete genannt, deren Quell-Adresse in dem Netz, in dem sie beobachtet wurden, nicht routbar ist.
Die Bezeichnung leitet sich von dem Umstand ab, dass dieses Datenpaket (aus Sicht des Beobachters) „nicht von hier“ stammen kann oder anders gesagt: Es gibt keine Anzeichen, dass das Paket von dieser (unserer) Welt kommt. Naheliegend ist – diesem Gedankengang folgend – die Vermutung, es komme vom Mars.
Martian packets können durch Fehlfunktion oder häufiger falscher Konfiguration von Hosts entstehen sowie im regulären Betrieb, wenn mehrere logische Netze auf einem physischen Netzsegment (einer Kollisionsdomäne) betrieben werden. Sie entstehen auch bei Angriffen auf das Internet-Protokoll.
Andere Definitionen sehen nur IP-Pakete mit der Quell-Adresse des test loopback interfaces [127.0.0.1] als martian packets an.

## Beispiel
Die IP-Netze 192.168.34.0/24 und 10.2.3.0/24 werden auf demselben Ethernet-Segment betrieben.
IP-Pakete von 10.2.3.4 sieht der Host mit der IP-Adresse 192.168.34.9 als vom Mars kommend
an, umgekehrt genauso.